# Каламутність води

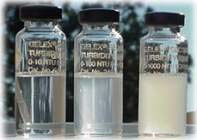
Вода різного ступеня мутності.

Каламу́тність води́ — показник, що характеризує зменшення прозорості води внаслідок наявності в ній неорганічних і органічних тонкодисперсних частинок, а також розвитком планктонних організмів. Зокрема, причинами каламутності є наявність у воді піску, глини, неорганічних сполук (гідроксиду алюмінію, карбонатів різних металів тощо), а також органічних домішок або живих істот, наприклад бактеріо, фіто- або зоопланктону. Також причиною може бути окиснення хімічних сполук заліза та марганцю киснем повітря, що призводить до утворення колоїдів. Одиниці вимірювання каламутності — г/м3 чи мг/л. Для оцінки каламутності води застосовують методи нефелометрії.